# L'Humanité
L'Humanité [lymanité] (franc. lidskost, lidstvo) je francouzský levicový deník. Do roku 1994 byl oficiálním orgánem Francouzské komunistické strany (PCF), nyní ho vlastní akciová společnost Société nouvelle du journal L'Humanité. Šéfredaktorem je Patrick Le Hyaric.
List založil v roce 1904 socialistický politik Jean Jaurès. Vydavatelem byla Section française de l'Internationale ouvrière do roku 1920, kdy po rozkolu mezi socialisty přešla L'Humanité k nově vytvořené komunistické straně a zbylí socialisté založili vlastní noviny Le Populaire. V době německé okupace Francie deník vycházel ilegálně. Po druhé světové válce dosáhl nákladu až půl milionu výtisků denně. Úpadek nastal po rozpadu sovětského bloku, kdy komunistická strana omezila finanční podporu tohoto periodika a náklad klesal až na současných asi čtyřicet tisíc. V roce 2001 vstoupil do vydavatelství soukromý kapitál, PCF vlastní čtyřicet procent akcií. Existence listu je závislá na dobrovolných příspěvcích čtenářů.
Na podporu redakce se koná každoročně v září dobročinný kulturní festival Fête de l'Humanité. V letech 1927 až 1979 noviny pořádaly cyklistický závod Le Grand Prix cycliste de L'Humanité. Od roku 1996 existuje také internetová verze listu, od roku 2006 vychází víkendová příloha L'Humanité dimanche. Sesterským periodikem je týdeník La Terre, určený pracovníkům v zemědělském sektoru.